# Trichoplus paradoxus
Trichoplus paradoxus är en skalbaggsart som beskrevs av Louis Albert Péringuey 1907. Trichoplus paradoxus ingår i släktet Trichoplus, och familjen Cetoniidae. Inga underarter finns listade.